# Acer buergerianum
Acer buergerianum é uma espécie de árvore do gênero Acer, pertencente à família Aceraceae.